# ボリソフ・アレナ
ボリソフ・アレナ（ベラルーシ語: Барысаў-Арэна）はベラルーシのボリソフにある球技専用スタジアムで、サッカーのBATEボリソフのホームスタジアムとして使用されている。
2014年に完成し、こけら落としはベラルーシカップ決勝であり、シャフティオール・ソリゴルスクが1-0でネマン・フロドナを下し優勝した。